# (15695) Fedorshpig
(15695) Fedorshpig est un astéroïde de la ceinture principale.

## Description
(15695) Fedorshpig est un astéroïde de la ceinture principale. Il fut découvert le 11 septembre 1985 à Naoutchnyï par Nikolaï Tchernykh. Il présente une orbite caractérisée par un demi-grand axe de 2,43 UA, une excentricité de 0,25 et une inclinaison de 2,8° par rapport à l'écliptique.

## Compléments